# 亨廷顿大道

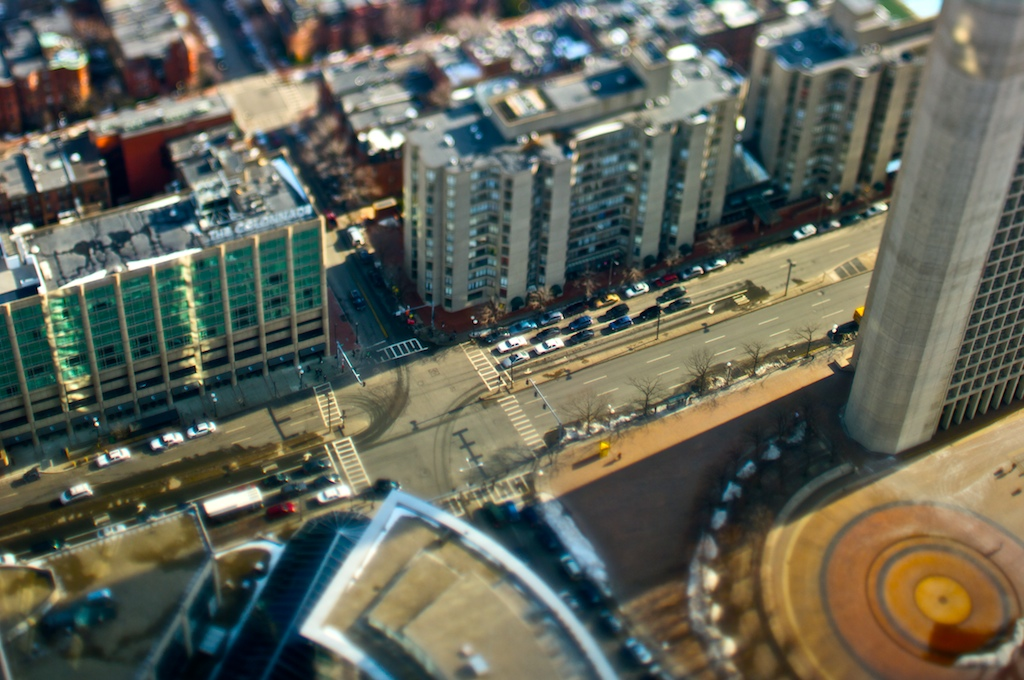
亨廷顿大道

亨廷顿大道（英語：Huntington Avenue）是美国马萨诸塞州波士顿的一条街道，开始于科普利广场，然后向西经过后湾、芬威、朗伍德和使命山街区。在后湾街区，这条大道的主要建筑是基督教科学教派的总部、保诚大厦购物和办公楼群。

亨廷顿大道的中段又称为艺术大道，因为两旁排列着波士顿许多重要的艺术场馆和教育机构，如波士顿美术馆，东北大学，新英格兰音乐学院等。

## 外部連結
- City of Boston Archives. Electric street lights on Huntington Avenue（页面存档备份，存于）, c. 1910

42°20′41.43″N 71°04′49.85″W / 42.3448417°N 71.0805139°W